# Mu'a

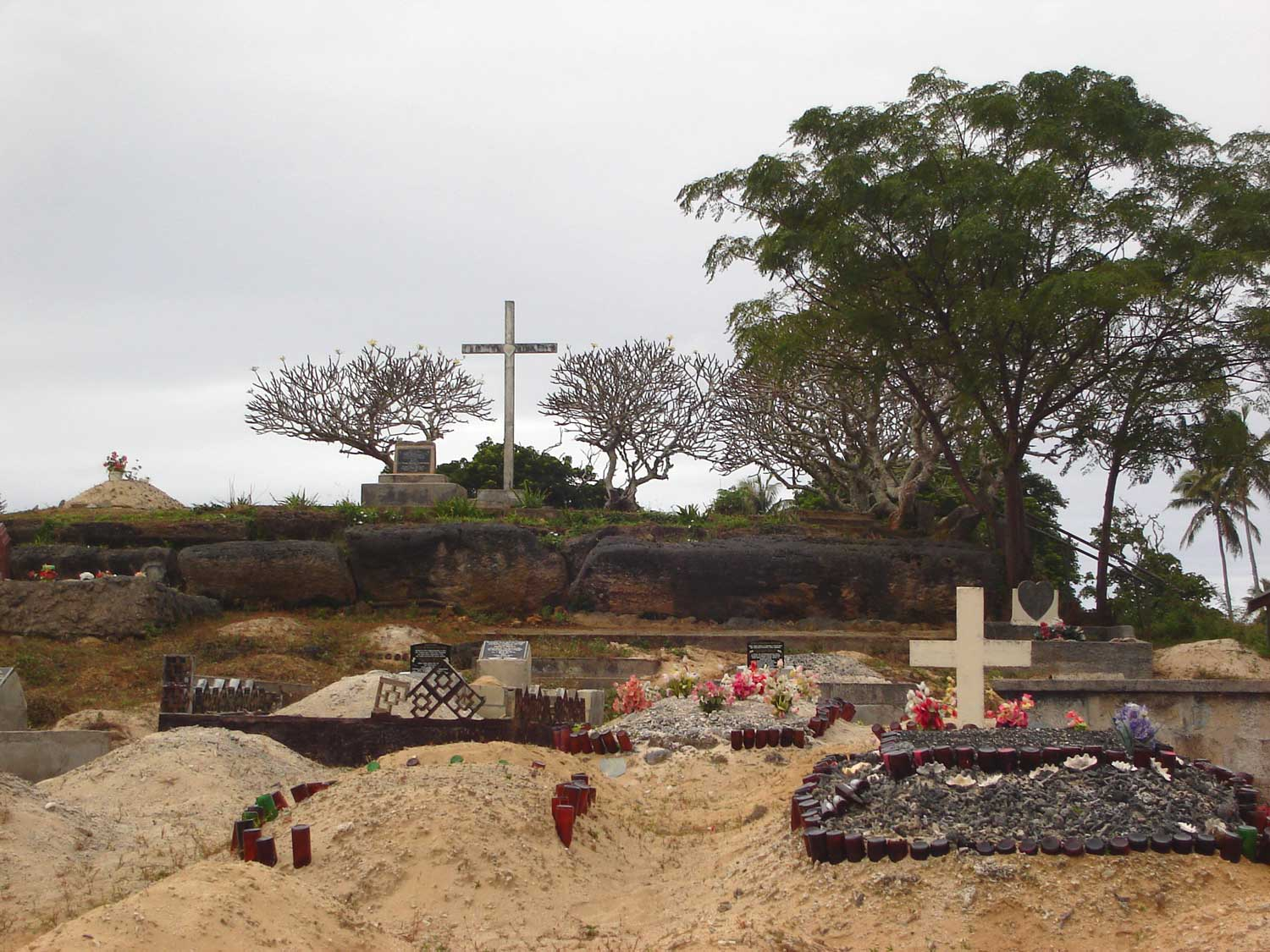

Mu'a é uma pequena cidade na ilha de Tongatapu, e foi durante séculos a antiga capital de Tonga. É dividida nos distritos de Tatakamotonga e Lapaha.